# Quinzième gouvernement de Nouvelle-Calédonie
Nouvelle-Calédonie
Germain (I) Santa
Le quinzième gouvernement de la Nouvelle-Calédonie formé depuis les Accords de Nouméa, dit deuxième gouvernement Germain ou gouvernement Germain II, est élu par le Congrès le 31 août 2017 mais n'est opérationnel qu'à partir du 1er décembre 2017, date de l'élection de son président et de son vice-président.
Il est le troisième formé à la suite des élections provinciales du 11 mai 2014, le premier présidé par Cynthia Ligeard du Rassemblement puis le deuxième dirigé par Philippe Germain de Calédonie ensemble ayant chuté respectivement le 16 décembre 2015 et le 19 août 2017, à chaque fois du fait de la démission collective des membres issus de Calédonie ensemble et de leurs suivants de liste. Mais dans les deux cas, les raisons étaient différentes : pour le premier, il s'agissait d'une conséquence d'une rupture de l'alliance qui liait depuis le scrutin de mai 2014 les trois principales formations non-indépendantistes,, tandis que pour le deuxième il relevait d'une conséquence pratique des élections législatives de juin 2017 et de la loi sur les cumuls des mandats. En effet, Philippe Dunoyer ayant été élu député et ne pouvant donc plus siéger au sein du gouvernement calédonien, et son dernier suivant de liste disponible, Philippe Gomès, se retrouvant dans la même situation, la totalité de la liste Calédonie ensemble (à l'exception du président Philippe Germain) se retrouve démissionnaire de plein droit, entraînant avec elle l'ensemble de l'exécutif,. 
Le 24 août, le Congrès a fixé, par délibération, le nombre de membres du nouveau gouvernement à former à 11, soit le maximum prévu par la loi organique, et la date de l'élection est fixée au 31 août.
Le gouvernement Germain ainsi démissionnaire continue néanmoins par la suite à gérer les affaires courantes jusqu'à l'élection du président du nouvel exécutif. Une première réunion organisée dès le 31 août pour désigner ce président ne permet pas à l'unique candidat en lice, le sortant Philippe Germain, de l'emporter, ne recueillant que 5 voix sur 11 (les 5 élus de l'Intergroupe unissant Calédonie ensemble au Rassemblement, au MPC et à Tous Calédoniens), les 6 autres (5 indépendantistes du FLNKS dont 3 UC et 2 UNI-Palika, ainsi qu'un seul autre non-indépendantiste issu des Républicains calédoniens) ayant décidé de voter blanc. Deux nouvelles tentatives ont lieu le 12 septembre et le 24 octobre suivants, avec les mêmes résultats,. 
La tenue du VIe Comité des signataires le 2 novembre 2017 à Paris permet de pacifier un certain nombre de tensions qui s'étaient avivées lors des mois précédents entre non-indépendantistes et indépendantistes, notamment au sujet de la constitution de la liste électorale pour la consultation de sortie de l'accord de Nouméa qui doit se tenir en 2018. Dans ce contexte, et afin de permettre le vote d'un budget pour 2018 avant la fin de l'année, l'ensemble des formations représentées au sein du gouvernement à l'exception des Républicains calédoniens s'accordent quatre semaines plus tard sur une « déclaration commune » appelant à faire perdurer « l'esprit » de ce Comité des signataires en appelant à « ouvrir un dialogue approfondi entre les formations indépendantistes et non-indépendantistes afin de préparer cette échéance [de 2018], et son lendemain », « à assurer un fonctionnement collégial, solidaire et consensuel conforme à la lettre et à l'esprit de l'Accord de Nouméa » et à mettre « en œuvre des réformes et mesures prioritaires, notamment la confiance économique et sociale, la pérennité des régimes sociaux, l'insertion de la jeunesse, la prévention de la délinquance et l'équilibre budgétaire des collectivités publiques ». Par conséquent, le lendemain, le 1er décembre 2017, par 10 voix pour et un bulletin blanc (celui de Christopher Gygès des Républicains calédoniens), Philippe Germain est élu président et Jean-Louis d'Anglebermes vice-président, permettant à ce gouvernement d'entrer officiellement en fonction et arrêtant la gestion des affaires courantes par son prédécesseur. La répartition des secteurs de compétence entre les membres se fait le 6 décembre 2017.
Il reste en fonction jusqu'aux élections provinciales du 12 mai 2019, et ses membres gèrent les affaires courantes jusqu'à la mise en place de leurs successeurs le 5 juillet 2019.

## Candidatures et élection

### Listes
Les candidats indiqués en gras sont ceux membres du Congrès, élus ou siégeant dans l'institution depuis 2014. 

### Résultat
|                       | Liste                                           | Votes | %     | Sièges au Gouvernement | Détail du vote                                                                                               |
| --------------------- | ----------------------------------------------- | ----- | ----- | ---------------------- | --- |
|                       | Integroupe Calédonie ensemble-Rassemblement-MPC | 23    | 43,4  | 5                      | Les 23 de l'Intergroupe (16 Calédonie ensemble, 5 Rassemblement-Les Républicains, 2 MPC)                     |
|                       | UC-FLNKS et Nationaliste                        | 15    | 28,3  | 3                      | Les 15 du groupe UC-FLNKS et Nationaliste (11 UC, 2 Travaillistes, 1 DUS, 1 UC Renouveau)                    |
|                       | UNI                                             | 9     | 16,98 | 2                      | Les 9 du groupe UNI (8 Palika, 1 UPM)                                                                        |
|                       | Les Républicains calédoniens                    | 6     | 11,32 | 1                      | Les 6 du groupe des Républicains calédoniens (2 ex-Rassemblement, 1 ex-MPC, 1 Avenir ensemble, 1 RPC, 1 MRC) |
|                       | Absent                                          | 1     | 1,32  | 0                      | 1 élu non-inscrit issu du LKS (Basile Citré)                                                                 |
| Total                 | Total                                           | 53    | 100   | 11                     | - |
| Absent non représenté | Absent non représenté                           | 1     | 1,85  | -                      | - |

## Présidence et vice-présidence
- Président : Philippe Germain
- Vice-président : Jean-Louis d'Anglebermes

## Composition

### Issus de la liste de l'intergroupe Calédonie ensemble-Rassemblement-MPC
Sur les cinq élus de cette liste, trois sont membres de Calédonie ensemble et deux du Rassemblement-Les Républicains.

#### Issus de Calédonie ensemble
| Personnalité     | Secteurs de compétence | Autres fonctions                              | Profession                               | Commune - Province                       |
| ---------------- | --- | --------------------------------------------- | ---------------------------------------- | ---------------------------------------- |
| Philippe Germain | Président Économie - Commerce extérieur - Fiscalité Questions de Recherche et d'Innovation Relations extérieures - Sécurité civile Coordination de la Protection judiciaire de l'enfance et de la jeunesse Coordination du Plan territorial de sécurité et de prévention de la délinquance |                                               | Consultant industriel, Chef d'entreprise | Nouméa et Farino, Province Sud           |
| Hélène Iekawé    | Enseignement Suivi des questions relatives à l'Enseignement supérieur Mise en place du Service civique | Conseillère municipale d'opposition de Dumbéa | Professeur en langues kanak              | Dumbéa, Province Sud Lifou, Îles Loyauté |
| Nicolas Metzdorf | Porte-parole Budget - Énergie Agriculture, Élevage, Pêche Communication audiovisuelle - Politique de l'eau Suivi des Questions monétaires - Crédit Relations avec le Congrès |                                               | Ingénieur agronome                       | Poya, Province Sud                       |

#### Issus du Rassemblement-Les Républicains
| Personnalité       | Secteurs de compétence | Autres fonctions                                                                                   | Profession                                     | Commune - Province                 |
| ------------------ | --- | -------------------------------------------------------------------------------------------------- | ---------------------------------------------- | ---------------------------------- |
| Cynthia Ligeard    | Fonction publique - Logement - Sécurité routière | Ancienne présidente du gouvernement (2014-2015) Ancienne présidente de la Province Sud (2012-2014) | Employée municipale                            | Nouméa et Bouloupari, Province Sud |
| Bernard Deladrière | Économie numérique Questions juridiques (droit civil, des assurances et de l'urbanisme) Relations avec les Provinces et communes Modernisation de l'Administration - Évaluation des politiques publiques Suivi des questions relatives à la Francophonie Suivi des Transferts de compétences | 3e adjoint au maire du Mont-Dore                                                                   | Diplomate, magistrat Fonctionnaire territorial | Mont-Dore, Province Sud            |

### Issus de la liste du groupe UC-FLNKS et Nationaliste
Les trois élus de cette liste sont membres du Front de libération nationale kanak et socialiste (FLNKS) et de l'Union calédonienne (UC). 
| Personnalité             | Secteurs de compétence | Autres fonctions | Profession                                   | Commune - Province               |
| ------------------------ | --- | ---------------- | -------------------------------------------- | -------------------------------- |
| Jean-Louis d'Anglebermes | Vice-président Travail et emploi - Dialogue social - Formation professionnelle Mise en place de la Banque postale Relations avec le CESE                     |                  | Professeur de sciences physiques Agriculteur | Mont-Dore et Païta, Province Sud |
| Gilbert Tyuienon         | Infrastructures publiques Transports aérien domestique et international, terrestre et maritime Suivi du Schéma d'aménagement et de développement « NC 2025 » | Maire de Canala  | Fonctionnaire territorial                    | Canala, Province Nord            |
| Didier Poidyaliwane      | Affaires coutumières - Écologie - Développement durable Relations avec le Sénat coutumier et les Conseils coutumiers Terres coutumières                      |                  | Cadre de l'ADRAF                             | Poindimié, Province Nord         |

### Issue de la liste du groupe UNI
Les deux élues de cette liste sont membres du FLNKS et du Parti de libération kanak (Palika). 
| Personnalité        | Secteurs de compétence                     | Autres fonctions                       | Profession                                                                       | Commune - Province         |
| ------------------- | ------------------------------------------ | -------------------------------------- | -------------------------------------------------------------------------------- | -------------------------- |
| Déwé Gorodey        | Culture - Condition féminine - Citoyenneté |                                        | Professeur, conteuse en langues kanak Écrivain                                   | Ponerihouen, Province Nord |
| Valentine Eurisouké | Santé - Jeunesse - Sports                  | Ancienne maire de Houaïlou (2008-2014) | Fonctionnaire territorial Ancienne responsable de la Mission de la femme du Nord | Houaïlou, Province Nord    |

### Issu de la liste du groupe Les Républicains calédoniens
L'unique élu de cette liste est membre du parti du même nom et un ancien militant du Rassemblement pour la Calédonie (RPC) jusqu'en 2008, du Mouvement de la diversité (LMD) de 2008 à 2011, du Rassemblement-UMP de 2011 à 2013, du Mouvement populaire calédonien (MPC) de 2013 à 2015 et de la fédération locale des Républicains de 2015 à 2017. Il a de plus adhéré à La République en marche ! en 2017. 
| Personnalité      | Secteurs de compétence                                                                                    | Autres fonctions | Profession                 | Commune - Province   |
| ----------------- | --- | ---------------- | -------------------------- | -------------------- |
| Christopher Gygès | Protection sociale - Famille - Solidarité - Handicap Protection judiciaire de l'enfance et de la jeunesse |                  | Économiste Chef de cabinet | Nouméa, Province Sud |